# Une saison de paix à Paris
Pour plus de détails, voir Fiche technique et Distribution.
Une saison de paix à Paris (en serbe : Sezona mira u Parizu) est un film franco-yougoslave réalisé par Predrag Golubović et sorti en 1981.
Le film a été présenté au 12e Festival international du film de Moscou en 1981 où il a remporté un Prix spécial.

## Fiche technique
- Réalisation : Predrag Golubović
- Date de sortie : 1981

## Distribution
- Maria Schneider : Elen
- Dragan Nikolic : Dragan
- Alain Noury : Mikelandjelo
- Alida Valli : Madame Visar
- Erland Josephson :
- Miki Manojlović : Josko
- Daniel Gélin :
- Pascale Petit :
- Jane Chaplin :
- Bogidarka Esposito :
- Jean-Jacques Briot :
- Jane Carvel :
- Sacha Darwin créditée « Sacha Davidof » :
- André Julien :
- Mike Marshall :
- Predrag Milinkovic : Policajac u bioskopu
- Claude Reboul :
- Raf Vallone : le capitaine Miler
- Janez Vrhovec (sr) : Gastarbajter (non crédité)